# Горко-Музоверский сельсовет
Горко-Музоверский сельсовет — административно-территориальная единица в Гдовском уезде Ленинградской губернии РСФСР СССР. Существовал сельсовет в 1918—1927 гг. Ныне находится на территории в Струго-Красненском районе Псковской области.

## История административно-территориального деления
- 01.03.1917-31.12.1917 Узьминская волость Гдовский уезд
- 01.01.1918-31.01.1926 Горко-Музоверский сельсовет Лосицкая волость Гдовский уезд
- 01.02.1926-31.07.1927 Горко-Музоверский сельсовет Тупицынская волость Гдовский уезд

Образован в 1918 году путем реформирования Узьминской волости Гдовского уезда и выделения Лосицкой волости.
Постановлением Пленума Леноблисполкома от 6 февраля 1924 года Лосицкая волость разделена на сельсоветы: Бешковский, Высоковский, Горско-Музоверский, Детково-Алексинский, Дряженский, Люблевский, Лядский, Самокражский.
В январе 1926 года Горско-Музоверский сельсовет передан в состав Тупицинской волости.
Постановлением Президиума ВЦИК от 1 августа 1927 года в ходе реформирования административно-территориального деления Ленинградская губерния и все её уезды были упразднены. Горко-Музоверский сельсовет вошёл в состав Лядского района Лужского округа Ленинградской области. На его территории образовался Музоверский сельсовет с центром в д. Музовер.

## Состав сельсовета
Название АТЕ дали две близ находящие деревни: Горка и Музовер. Входили также: Заполье Большое, Заречье, Комар